# シクロヘプタノン
シクロヘプタノン (英: cycloheptanone) は分子式 C7H12O の環状ケトンである。シクロヘキサノンから合成できる。消防法による第4類危険物 第2石油類に該当する。